# 伊恩·布朗
伊恩·乔治·布朗（英語：Ian George Brown，出生于1963年2月20日）是一位英格兰音乐家。他是另类摇滚乐队石玫瑰的主唱，也是乐队1983年成立时的成员中仍留在乐队的唯一一人。1996年乐队首次解散后，他开始了单飞生涯，发行了7张录音室专辑、1张热歌精选辑、1张重混专辑、1组11碟套装和19首单曲。2011年，他回到石玫瑰歌手的位置上，但没有停止个人事业。2018年10月25日，他在维珍/EMI唱片发行了专辑《世界第一问题》（First World Problems）。